# Francisco Ferreira de Azevedo
Francisco Ferreira de Azevedo (Salvador, 2 de fevereiro de 1765 — Goiás, 12 de agosto de 1854), foi um prelado português da Igreja Católica, bispo de Goiás que passou para a História conhecido como "Bispo Cego", devido à sua deficiência visual.

## Biografia
Embora nascido em Salvador, quando pequeno sua família se mudou para Cuiabá, onde recebeu a educação primária. Entrou para o Seminário São José e foi feito diácono em 18 de março de 1787 e foi ordenado padre em 8 de março de 1788, na Capela do Palácio da Conceição, por Dom José Joaquim Justiniano Mascarenhas Castelo Branco. Foi mestre de cerimônias da Sé do Rio de Janeiro e professor de filosofia do Seminário. Com a chegada da corte portuguesa ao Brasil, foi convidado pelo Senado para a Pregação de Ação de Graças. Surpreendeu ao Príncipe Regente Dom João pela sua eloquência e, por isso, tornou-se o pregador régio e confessor da Família Real, em 1808.
Foi nomeado como Bispo de Meliapor em 17 de dezembro de 1811, em que pese a diocese ainda ter um bispo, Dom Frei Joaquim de Meneses e Ataíde, O.S.A., que havia retornado para Portugal e se tornado vigário capitular do Funchal. Nunca tomou posse dessa Diocese. Assim, foi nomeado pelo agora rei Dom João VI como bispo-prelado de Goiás em 18 de dezembro de 1818 e tomou posse da Prelazia por procuração para o cônego Luis Antônio da Silva e Sousa em 29 de agosto de 1819, sendo nomeado como bispo-titular de Castoria.
Em 1821, quando se preparava para realizar a viagem até a cidade de Goiás, foi acometido de uma conjuntivite, que o deixou cego. Apesar da cegueira, seguiu para a Sé, onde chegou em 21 de outubro de 1824, tornando-se o primeiro a viver na Sé. Por decreto imperial nº 27 de 24 de janeiro de 1824, Dom Pedro I, que tinha grande afeição a ele, determinou que "em atenção à total falta de vista a que está reduzido, há por bem permitir-lhe que possa suprir sua assinatura com um carimbo no qual se leia: Francisco, Bispo de Castória, Prelado de Goiás."
Como o Código de Direito Canônico não permitia a ordenação de cegos como bispos, trabalhou como administrador apostólico, condição mantida quando a Prelazia de Goiás foi elevada a Diocese em 15 de julho de 1826, por meio da bula Sollicita Catholici Gregis Cura, do Papa Leão XII.
Depois da Independência do Brasil, Dom João VI tentou transferi-lo para a Diocese de Beja, mas recusou o convite. Por conta de suas virtudes e de seu trabalho pastoral, conseguiu autorização Papal para ser consagrado, que ocorreu em 29 de setembro de 1833, pelas mãos de Dom José Antônio dos Reis, bispo de Cuiabá. Em 11 de setembro de 1843, foi informado pelo Imperador à Santa Sé como bispo de Goiás, sendo confirmado pelo Papa Gregório XVI em 25 de julho de 1844. Durante a questão dogmática da Imaculada Conceição, foi convidado pelo Papa Pio IX a se manifestar sobre o assunto, na discussão prévia da bula Ineffabilis Deus. Promoveu a modernização da administração da Sé, dividiu em várias vigararias e foi tido pela população como amável e caridoso.
Faleceu no exercício da função em 12 de agosto de 1854.